# Digoxina
La digoxina es un glucósido cardiotónico, usado como agente antiarrítmico empleado en la insuficiencia cardíaca, y utilizado en otros trastornos cardíacos como la fibrilación auricular. Actúa, como efecto directo, inhibiendo la bomba Na+ K+ ATPasa en el corazón, disminuyendo la salida de Na+ y aumentando los niveles de Ca+2 intracelular, por lo que tiene un efecto inotrópico positivo, aumentando la fuerza de contracción del músculo cardíaco; y como efecto indirecto inhibe la bomba Na+ K+ ATPasa a nivel neural, creando una estimulación vagal que disminuye la frecuencia cardíaca y la estimulación simpática.
Es un extracto de la planta espermatofita Digitalis lanata y su aglicona correspondiente, es decir, la porción no glucosilada es la digoxigenina. La digoxina está disponible en comprimidos, en solución inyectable y en gotas bebibles.

## Historia
A finales del siglo XVIII, el médico escocés William Withering introdujo en la práctica clínica el uso del té de hojas de digitalis como tratamiento para la "hidropesía cardíaca" (edemas asociados a la insuficiencia cardíaca congestiva). Withering describió resultados exitosos con este tratamiento. Los principios activos contenidos en las plantas del género Digitalis son esteroides con una o más moléculas de azúcar unidas al carbono 3.  El glucósido digitálico de mayor relevancia médica es la digoxina. 
En 1930, la digoxina fue aislada por primera vez por el Dr. Sydney Smith de la planta de dedalera, Digitalis purpurea.  Inicialmente, la digoxina se purificaba disolviendo el material vegetal seco en acetona e hirviendo la solución en cloroformo. 
Anteriormente los digitálicos, fueron considerados como agentes diuréticos antes de que se entendiera completamente su mecanismo de acción sobre el corazón. Esta creencia se basaba en la observación clínica de que los pacientes con edema debido a insuficiencia cardíaca a menudo experimentaban un aumento en la producción de orina después de la administración de digitálicos. 
En la actualidad la digoxina sigue obteniéndose de la planta Digitalis purpurea debido a que su síntesis resulta en un proceso más complejo y dispendioso. 

## Descripción
La digoxina es un medicamento perteneciente a la familia de los glucósidos cardíacos.  Actúa aumentando la fuerza de contracción del músculo cardíaco y disminuyendo la frecuencia cardíaca. Es un inhibidor de la bomba de sodio-potasio (Na+/K+-ATPasa) en las células cardíacas, lo que resulta en un aumento de la concentración intracelular de calcio y, por consiguiente, en una mayor contractilidad del miocardio. Debido a su estrecho margen terapéutico, el uso de digoxina requiere una cuidadosa monitorización de los niveles séricos del fármaco para evitar la toxicidad.

## Farmacocinética

### Vías de administración
La administración de este fármaco se realiza mediante vía intravenosa o vía oral.
La digoxina se presenta típicamente en forma de tabletas para administración oral. Las tabletas están disponibles en diversas concentraciones, generalmente en 0.125 mg y 0.25 mg . Estas presentaciones permiten ajustar la dosis según las necesidades del paciente.

### Absorción
Tras la administración oral de la digoxina, cerca del 70% del fármaco se absorbe en el sistema gastrointestinal. La administración vía oral presenta una biodisponibilidad de entre 70% y 80%. 

### Distribución
Su administración se distribuye ampliamente en los tejidos del cuerpo, resultando en una mayor presencia fuera del sistema circulatorio y una concentración relativamente baja en el plasma sanguíneo. La digoxina tiene un volumen de distribución de aproximadamente 500 litros en adultos.
La unión a proteínas plasmáticas es baja del 25%. En el corazón, las concentraciones son entre 10 y 50 veces notablemente más altas que en la sangre. Los tejidos donde se distribuye ampliamente incluyen el músculo esquelético y tejido adiposo. La biotransformación hepática es mínima, aproximadamente el 6%, y la eliminación renal constituye la principal vía de excreción, representando el 75% sin transformar. Los efectos se manifiestan oralmente después de 1 a 2 horas, mientras que por vía intravenosa se presentan en 15 a 30 minutos. La vida media es de 35 horas, pero en pacientes con insuficiencia renal grave, puede prolongarse a 3,5 a 5 días. 

### Metabolismo y metabolitos
La digoxina experimenta metabolismo en el hígado en un rango del 10% al 20%, principalmente a través de reacciones de fase 1, como la reducción y la hidrólisis. Estas reacciones generan metabolitos activos que pueden influir tanto en su eficacia terapéutica como en su toxicidad. Este proceso metabólico se ve reducido en pacientes que padecen insuficiencia cardíaca congestiva.
En la fase 2 de la metabolización de la digoxina, los metabolitos generados en la fase 1 pueden sufrir conjugación, aunque este proceso es menos significativo para la digoxina en comparación con otros fármacos. Por reacciones de fase 2 se metaboliza como la glucuronidación y la sulfatación.

### Excreción
La digoxina puede ser eliminada por vía renal, biliar. También se excreta en cantidades insignificantes a través de la leche materna en mujeres lactantes. Por tanto, la vía renal es la principal vía de eliminación. La vida media en pacientes con función renal normal es aproximadamente de 36 a 48 horas. Sin embargo, este valor puede variar significativamente en pacientes con disfunción renal. Después de la excreción biliar la digoxina puede reabsorberse desde el intestino hasta la circulación, prolongando su efecto en el organismo.

## Farmacodinamia

### Mecanismo de acción
La digoxina inhibe la bomba sodio y potasio (Na+/K+ ATPasa) en la membrana de los cardiomiocitos, por tanto, se incrementa el sodio intracelularmente.  Para disminuir las concentraciones de sodio intracelulares, se activa el intercambiador de sodio-calcio, que normalmente importa tres iones de sodio intracelulares al medio extracelular y transporta un ion de calcio exterior hasta el interior de la célula. El aumento de las concentraciones de calcio conduce a la unión de más calcio a la troponina C, lo que da como resultado un aumento de la inotropía. El aumento del calcio intracelular alarga la fase 4 y la fase 0 del potencial de acción cardíaco, lo que conduce a una disminución de la frecuencia cardíaca. Cantidades mayores de Ca2+ también conducen a un mayor almacenamiento de calcio en el retículo sarcoplásmico, lo que provoca un aumento correspondiente en la liberación de calcio durante cada potencial de acción. Esto conduce a una mayor contractilidad del corazón. 
Además de su uso en problemas cardíacos, la digoxina también se utiliza en ciertos trastornos no cardíacos. Estos incluyen algunos trastornos del ritmo intestinal, como la gastroparesia y el síndrome del intestino irritable.

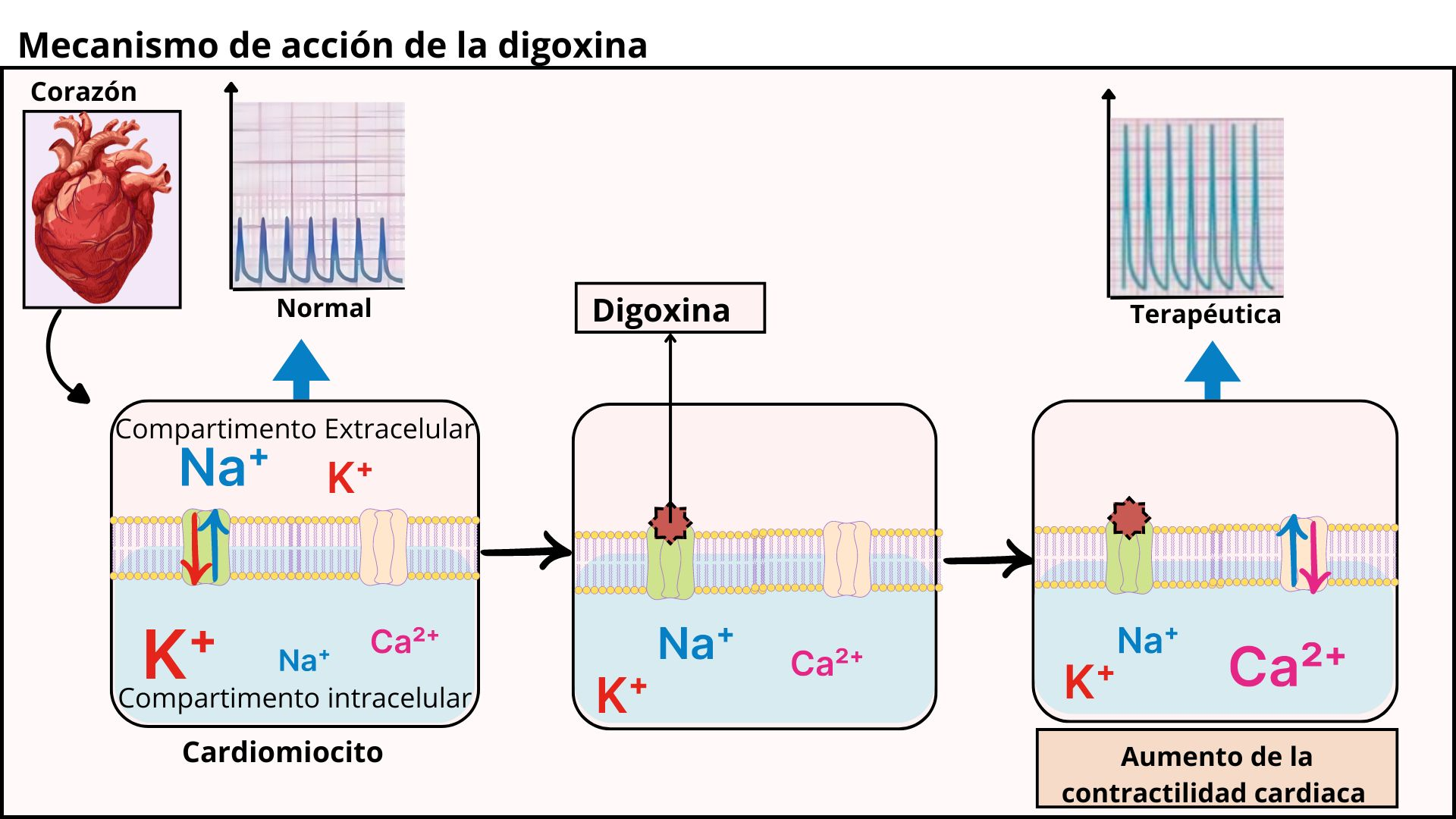
Figura 1. Mecanismo de acción de la digoxina. Inhibición de la bomba Na+/K+/ATPasa por acción de la digoxina.

### Efectos farmacológicos
Este digitalizo tiene varios efectos a nivel sistémico:
• Aumenta la contractilidad cardíaca (efecto inotrópico positivo).
• Disminuye la frecuencia cardíaca (efecto cronotrópico negativo). Esto ocurre por el aumento del tono vagal, que potencia la actividad parasimpática, actuando sobre el nodo sinoauricular, disminuyendo su velocidad de despolarización espontánea.
• Reduce la velocidad de conducción en el nodo atrioventricular (efecto dromotrópico negativo).
• Aumenta el flujo sanguíneo renal, por lo tanto Incrementa la diuresis, secundariamente, aumenta el tono vagal, lo que contribuye a sus efectos cardíacos.

### Interacciones
El uso de la digoxina puede verse afectado debido a interacciones con otros medicamentos, llegando a generar alteraciones en los niveles plasmáticos de digoxina, afectando su seguridad y eficacia, pudiendo generar riesgo de toxicidad. 
Los alimentos altos en  calcio, como la espinaca, las nueces y los frijoles, pueden disminuir la absorción. Los alimentos con alto contenido de potasio pueden aumentar el riesgo de arritmias si se administran junto a la digoxina. Evitar la hierba de San Juan ya que puede disminuir los niveles de digoxina séricos. Al ingerir salvado y alimentos ricos en fibra, se recomienda separar la administración por al menos 2 horas, ya que disminuye la circulación enterohepática facilitando su eliminación. 
| Fármacos que interactúan con la digoxina | |
| Fármaco                                  | Resultado de la interacción |
| Alopurinol                               | Farmacocinética: Disminución de la secreción renal de la digoxina, lo cual se traduce en un aumento de los niveles que puede llevar a una toxicidad por la digoxina.                                                       |
| Amiodarona                               | Farmacocinética: Inhibición del metabolismo hepático de la digoxina lo cual lleva a un acúmulo en los niveles séricos del medicamento. farmacodinámica: Potencia los efectos ionotrópicos y arritmogénicos de la digoxina. |
| Carbamacepina                            | Farmacocinética: Induce el metabolismo hepático, disminuyendo los niveles de digoxina. |
| Dabigatrán                               | Farmacocinética: Disminución de la secreción renal de la digoxina, lo cual se traduce en un aumento de los niveles que puede llevar a una toxicidad por la digoxina.                                                       |
| Espironolactona                          | Farmacocinética: Aumenta los niveles de digoxina al desplazar su unión a proteínas plasmáticas. |
| Fenitoína                                | Farmacocinética: Induce el metabolismo hepático, disminuyendo los niveles de digoxina. |
| Itraconazol                              | Farmacocinética: Inhibición del metabolismo hepático de la digoxina lo cual lleva a un acúmulo en los niveles séricos del medicamento.                                                                                     |
| Paracetamol / Acetaminofen               | Farmacocinética: Disminuye la tasa de excreción de la digoxina, lo cual provoca un nivel sérico más alto del medicamento.                                                                                                  |
| Repaglinida                              | Farmacocinética: Disminución de la secreción renal de la digoxina, lo cual se traduce en un aumento de los niveles que puede llevar a una toxicidad por la digoxina.                                                       |
| Silodosina                               | Farmacocinética: Disminución de la secreción renal de la digoxina, lo cual se traduce en un aumento de los niveles que puede llevar a una toxicidad por la digoxina.                                                       |
| Tamoxifeno                               | Farmacocinética: Inhibición del metabolismo hepático de la digoxina lo cual lleva a un acúmulo en los niveles séricos del medicamento.                                                                                     |
| Verapamilo                               | Farmacocinética: Inhibición del metabolismo hepático de la digoxina lo cual lleva a un acúmulo en los niveles séricos del medicamento. Farmacodinámica: Potencia los efectos ionotrópicos.                                 |
| Warfarina                                | Farmacodinámica: La digoxina potencia el efecto anticoagulante de la warfarina. |

## Uso clínico
El uso clínico de la digoxina incluye:
- Insuficiencia cardíaca: Este medicamento aumenta la contractilidad del músculo cardíaco, lo cual beneficia a pacientes con insuficiencia cardíaca crónica.

Generalmente, se administra junto con otros fármacos como los inhibidores de la enzima convertidora de angiotensina (ECA), betabloqueadores y diuréticos.
- Fibrilación auricular: En los pacientes con fibrilación auricular, la digoxina es utilizada para controlar la frecuencia ventricular, siendo útil en aquellos con disfunción ventricular izquierda.
- Otros usos:  puede ser empleada en situaciones de taquicardia supraventricular paroxística y, ocasionalmente, en el tratamiento de cardiomiopatías hipertróficas obstructivas. [15]

La dosis de digoxina varía según la condición a tratar, la edad del paciente y su función renal.
Normalmente, se administra una dosis de carga inicial para alcanzar rápidamente los niveles terapéuticos, seguida de una dosis de mantenimiento ajustada con base en la respuesta clínica y los niveles séricos del fármaco.
• Adultos: Para la insuficiencia cardíaca o la fibrilación auricular, la dosis de carga estándar oscila entre 0.5 y 1 mg, dividida en varias dosis a lo largo de 24 horas, seguida por una dosis de mantenimiento diaria de 0.125 a 0.25 mg.
• Pediátrica: En niños, la dosificación se determina en función del peso corporal y varía según la edad, con dosis de carga ajustadas para alcanzar rápidamente niveles terapéuticos y dosis de mantenimiento adecuadas para mantener esos niveles. 

## Efectos adversos
Los efectos adversos de la digoxina son frecuentes y potencialmente graves debido al estrecho margen terapéutico del fármaco. La digoxina y otros glucósidos cardíacos comúnmente producen efectos adversos porque el margen entre las dosis terapéuticas y tóxicas es pequeño; concentraciones plasmáticas de digoxina superiores a 2 nanogramos/mL. Los efectos adversos pueden afectar a diversos sistemas del organismo, incluyendo el cardiovascular, gastrointestinal, sistema nervioso central y visual. Llegando a generar tipos de reacción como los mencionados en la siguiente tabla.
Reacciones adversas a la digoxina
| Sistema implicado        | Grupo CIOSM            | Tipo de reacción                                                                          |
| Sistema cardiovascular   | Frecuentes 1-10%       | Arritmias (supraventriculares y ventriculares). Bloqueo cardíaco (incluyendo bloqueo AV). |
| Sistema gastrointestinal | Frecuentes 1-10%       | Náuseas. Vómitos. Anorexia.                                                               |
| Sistema gastrointestinal | Poco frecuentes 0.1-1% | Diarrea                                                                                   |
| Sistema nervioso central | Frecuentes 1-10%       | Cefalea. Fatiga. Mareos.                                                                  |
| Sistema nervioso central | Poco frecuentes 0.1-1% | Confusión mental.                                                                         |
| Sistema nervioso central | Raros 0.01% - 0.1%     | Psicosis aguda.                                                                           |
| Sistema nervioso central | Raros 0.01% - 0.1%     | convulsiones.                                                                             |
| Sistema visual           | Poco frecuentes 0.1-1% | Alteraciones visuales.                                                                    |
| Otros                    | Raros 0.01% - 0.1%     | Trombocitopenia. Ginecomastia. Reacciones de hipersensibilidad.                           |

### Contraindicaciones
Está contraindicada en casos de hipersensibilidad conocida a la digoxina o a otros glucósidos cardíacos. No debe administrarse en pacientes con taquicardia ventricular o fibrilación ventricular. No debe usarse en cardiomiopatía hipertrófica obstructiva, a menos que haya fibrilación auricular concomitante y fallo cardíaco (en cuyo caso la digoxina debe usarse con precaución). 
Está contraindicada en el Síndrome de Wolff-Parkinson-White, si este ha sido asociado a fibrilación auricular, debido al riesgo de inducir arritmias ventriculares. No debe ser usada por pacientes con miocarditis aguda o pericarditis constrictiva crónica.
No debe administrarse en caso de algunas formas de miocardiopatía, particularmente con función sistólica preservada.
No debe administrarse en pacientes con hipopotasemia severa, ya que aumenta la sensibilidad del miocardio a la digoxina.
No debe administrarse en presencia de hipercalcemia severa, ya que puede aumentar el riesgo de arritmias inducidas por digoxina.
- Embarazo:

La digoxina se clasifica  como categoría C en el embarazo según la FDA. Esto significa que:
Los estudios en animales han mostrado un efecto adverso en el feto y no hay estudios adecuados y bien controlados en humanos, pero los beneficios potenciales pueden justificar el uso del fármaco en mujeres embarazadas a pesar de los riesgos potenciales, por lo que debe usarse con precaución.

### Sobredosis
El margen terapéutico de la digoxina es estrecho. Habitualmente, las concentraciones séricas terapéuticas de digoxina se sitúan alrededor de 1 ng/ml y las concentraciones superiores a 2 ng/ml son tóxicas. Los pacientes pueden experimentar inicialmente síntomas gastrointestinales como náuseas, vómitos y diarrea. A dosis más altas presenta síntomas neurológicos como confusión y debilidad. Las manifestaciones cardiovasculares son más graves, incluyendo arritmias severas, bradicardia progresiva y bloqueos cardíacos resistentes a la atropina. El tratamiento inmediato es la administración de carbón activado para reducir la absorción del fármaco. Sin embargo, la intervención definitiva consiste en la administración de anticuerpos anti-digoxina (DigiFab y Digibind), que se unen con mayor afinidad a la digoxina y forman un complejo indicativo que se elimina por orina. En casos de toxicidad crónica, más comunes en pacientes ancianos con insuficiencia renal, se debe realizar un monitoreo continuo de los niveles séricos de digoxina y potasio, además de proporcionar el soporte cardiovascular necesario para manejar las posibles complicaciones.

### Presentaciones
El fármaco está disponible en tabletas, soluciones orales e inyecciones. Las tabletas pueden venir en cantidades desde un mínimo de 0.25 mg hasta un máximo de 0.125 mg; la solución oral se presenta en frascos de 60 o 100 ml con 0.05 mg/ml.
Dosis:
- Las dosis usuales para adultos y adolescentes son 0.125-0.25 mg orales una vez al día.
- Para los niños de 2 a 5 años, las dosis son de 7.5-10 (mcg/kg) orales una vez al día.
- En pacientes con insuficiencia renal (CrCl < 30 ml/min) o adultos mayores de 70 años, la dosis debe ser de 0.125 mg una vez al día o en días alternos.[22]

## Uso veterinario
Se utiliza en gatos, perros, hurones y caballos para tratar falla cardiaca congestiva y arritmias como fibrilación auricular o taquicardia supraventricular (TSV). Su uso es por “fuera de indicación” y no ha sido aprobado por la FDA como medicamento veterinario. 
La digoxina se administra principalmente como medicamento oral, mediante tabletas o suspensión, pero también se puede administrar por vía intravenosa bajo supervisión veterinaria directa en un hospital.
Los efectos secundarios comunes de la digoxina incluyen vómitos, diarrea, falta de apetito, pérdida de peso, cansancio y cambios de comportamiento. Si bien estos efectos generalmente desaparecen en unos pocos días, pueden persistir por más tiempo en animales con enfermedades hepáticas o renales. Los gatos pueden ser más sensibles a los efectos secundarios que los perros
La digoxina no debe usarse en animales con ciertas condiciones, como enfermedad renal, estenosis subaórtica (SAS), fibrilación ventricular, sobredosis de digitálicos, gatos con miocardiopatía hipertrófica y alergia a la digoxina o productos similares.
Úselo con precaución en mascotas obesas y con enfermedades renales o tiroideas, enfermedades pulmonares graves o con desequilibrio electrolítico. No se ha determinado la seguridad en animales reproductores, gestantes o lactantes. 

## Otros usos
Se puede utilizar la digoxina por vía intrafetal o amniótica a finales del segundo trimestre y tercer trimestre del embarazo para inducir el aborto. Generalmente, causa la muerte fetal (medida por el cese de la actividad cardíaca) a las pocas horas de su administración.

## Controversias
En 2003 Charles Cullen admitió haber matado a 40 pacientes hospitalizados con sobredosis de medicamentos para el corazón (generalmente digoxina) en hospitales de Nueva Jersey y Pensilvania durante sus 19 años de carrera como enfermero. El 10 de marzo de 2006, fue sentenciado a 18 cadenas perpetuas consecutivas y sin posibilidad de libertad condicional.
El 25 de abril de 2008, la Administración de Alimentos y Medicamentos de los Estados Unidos (FDA) emitió un comunicado de prensa alertando al público sobre un retiro de Clase I de Digitek, una marca de digoxina producida por Mylan. Algunas tabletas se lanzaron con doble espesor y, por lo tanto, doble dosis, por lo que algunos pacientes experimentaron toxicidad por digoxina. Dos semanas después se anunció una demanda colectiva contra el fabricante islandés de medicamentos genéricos Actavis.
El 31 de marzo de 2009, la FDA anunció otro retiro del mercado de píldoras genéricas de digoxina al publicar este comunicado de prensa de la compañía en el sitio web de la agencia: "Caraco Pharmaceutical Laboratories, Ltd. anuncia un retiro voluntario a nivel nacional de todos los lotes de tabletas de digoxina debido a la variabilidad del tamaño". Un comunicado de prensa del 31 de marzo de Caraco, una empresa farmacéutica de genéricos, decía:
¨[Todas] las tabletas de digoxina, USP, 0,125 mg y digoxina, USP, 0,25 mg de la marca Caraco, distribuidas antes del 31 de marzo de 2009, que no están vencidas y se encuentran dentro de la fecha de vencimiento de septiembre de 2011, están siendo retiradas voluntariamente al nivel del consumidor. Las tabletas se están retirando del mercado porque pueden diferir en tamaño y, por lo tanto, podrían tener más o menos cantidad del ingrediente activo, digoxina. ¨